# Popowia odoardi
Popowia odoardi là một loài thực vật thuộc họ Annonaceae. Đây là loài bản địa đảo Borneo.